# Stewart Chalmers
William Stewart Chalmers (Glasgow, 5 marzo 1907 – 13 novembre 1989) è stato un calciatore scozzese, di ruolo attaccante.

## Carriera

### Club
Ha giocato nel campionato inglese e scozzese.

### Nazionale
Ha vestito la maglia della Nazionale scozzese in una sola occasione, nel 1929.